# Enric Vergés
Enric Vergés o Henri Vergés (Matamala, 15 de juliol del 1930 - Alger, 8 de maig del 1994) va ser un germà marista i professor nord-català mort en un atemptat islamista.
Després d'estudiar a Espirà de l'Aglí i a Saint-Paul-Trois-Châteaux, prengué l'hàbit marista el 1945; va ser escolasticat a Nôtre-Dame de l'Hermitage (Saint-Chamond) i va fer els vots perpetus el 26 d'agost del 1952. També s'havia titulat com a mestre elemental a Nimes el 1947 i es llicenciaria en filosofia el 1968 a Montpeller.
La seva carrera formativa s'inicià a Sent Ginièis d'Òlt el 1947, però la tasca intensiva que feia i les seves menjades frugals el feren emmalaltir i el 1950 hagué de passar un temps al sanatori d'Oceja. Havent pronunciat els vots perpetus, reprengué l'ensenyament a Lo Chailar (Ardecha). Durant un any va ser formador als juniorats d'Aubenas i de Bordeus, per posteriorment ser sotsmestre de novicis a Lacabane, Corresa (del 1958 al 1964). Després de ser director superior a Bourg-de-Péage i a Ganges (Erau), va ser elegit delegat de la província sud-oest per al capítol general del 1967. Va estudiar àrab i dos anys més tard va ser destinat a Algèria, on dirigí l'escola de Saint-Bonaventure fins que aquesta va ser nacionalitzada. Del 1976 al 1988 va fer de professor de matemàtiques a Sour El-Ghozlane i a partir del 1989 portà la biblioteca diocesana del carrer Ben Cheneb, a la casbah d'Alger. El 1994 hi va ser assassinat per fonamentalistes islàmics del GIA.
L'orde marista en propugna la canonització.